# Alopecosa chagyabensis
Alopecosa chagyabensis là một loài nhện trong họ Lycosidae. Loài này được phát hiện ở Trung Quốc.